# Alexandra frederiksborgi grófnő
Alexandra frederiksborgi grófnő (szül. Alexandra Christina Manley, korábban Alexandra dán hercegnő) (Hongkong, 1964. június 30. –) a dán királyi ház korábbi tagja.

## Élete
Joakim herceget egy estélyen ismerte meg Hongkongban. 1995. november 18-án kötöttek házasságot a hillerødi Frederiksborg kastélyban. 2005-ben elváltak.

## Fordítás
- Ez a szócikk részben vagy egészben az Alexandra, Countess of Frederiksborg című angol Wikipédia-szócikk ezen változatának fordításán alapul.  Az eredeti cikk szerkesztőit annak laptörténete sorolja fel. Ez a jelzés csupán a megfogalmazás eredetét és a szerzői jogokat jelzi, nem szolgál a cikkben szereplő információk forrásmegjelöléseként.